# Metacrisiodes ochropasa
Metacrisiodes ochropasa är en fjärilsart som beskrevs av Dyar 1920. Metacrisiodes ochropasa ingår i släktet Metacrisiodes och familjen björnspinnare. Inga underarter finns listade i Catalogue of Life.